# Societat comanditària
La societat comanditària o en comandita és aquella societat en què, sota una raó social, uns socis (anomenats col·lectius) responen amb tots els seus béns del resultat de la gestió social, mentre que d'altres (comanditaris) responen únicament amb el capital aportat a la societat.
La societat comanditària, també coneguda com a comanditària simple, per a diferenciar-la de la societat comanditària per accions, és una societat mercantil existent en diferents ordenaments jurídics, tant de dret continental (com ara Espanya, França, Alemanya, Itàlia, Mèxic i Argentina) com de dret anglosaxó (d'entre els quals destaquen el Regne Unit, els EUA, el Canadà, Irlanda i Singapur), rebent en aquest últim el nom de limited partnership.

## Similituds amb la societat col·lectiva
És essencial l'existència d'aquestes dues classes de socis, i la distinta responsabilitat d'uns i altres és el que realment diferencia aquesta societat de la societat col·lectiva, amb la qual té nombroses semblances:
- Funciona sota una raó social, formada a base dels noms dels socis col·lectius.
- Constitueix una comunitat de treball, si bé en aquesta comunitat d'acció no participen els socis comanditaris, privats de tota ingerència en la gestió de la societat.
- Té plena autonomia patrimonial.
- Encara que la nota personalista estigui una mica debilitada per l'existència de socis capitalistes (els comanditaris), la preponderància que dins la societat tenen els socis col·lectius permet incloure la societat comanditària dins el grup de les societats personalistes.

## Història

### El contracte de commenda
La doctrina es mostra divida a l'hora de determinar l'origen de la societat comanditària. Una part de la doctrina defensa que la societat en comandita és una simple forma evolutiva de la societat col·lectiva. Ara bé, la doctrina majoritària es decanta per considerar que la societat comanditària té el seu origen en l'antic contracte de commenda.
El contracte de commenda ja existia a l'Imperi Romà, al segle ii, on l'auge en el desenvolupament de l'activitat comercial va propiciar l'organització d'associacions sota la forma del contracte de commenda. Aquesta forma contractual es caracteritzava per la intervenció d'un capitalista que no es donava a conèixer i un o més comerciants. El capitalista aportava únicament capital i limitava el seu risc a aquesta aportació.
Amb la caiguda de l'Imperi Romà aquest contracte es deixarà de fer servir i no serà fins a la baixa edat mitjana que els comerciants italians el recuperaran. Mitjançant aquest contracte el soci capitalista (anomenat commendator, stans o socius stantus) invertia el seu capital en el projecte aportant per exemple les mercaderies o el vaixell, mentre que el tractator (també conegut com a commendatario) feia servir aquests béns per dur a terme l'expedició marítima.
La distribució dels dividends era d'un 75% per al commendator i la resta per al commendatario. Cal destacar que era el socius stantus qui assumia tot el risc de l'empresa, essent ell qui havia de suportar totes les pèrdues en cas de fracàs de l'expedició. El soci capitalista no es donava a conèixer davant dels tercers. D'aquesta manera els tercers contractants només coneixien el nom i patrimoni del tractator. Aquesta pràctica va ser tan emprada que a les ciutats de Florència, al segle xv, i a Bolonya, al segle xvi, va esdevenir obligatori registrar el contracte de commenda, i que l'esmentada societat adoptés una raó social i dugués una certa comptabilitat.
D'aquesta commenda medieval van néixer dues figures jurídiques diferents: la societat comanditària i el contracte de comptes en participació. La primera apareix quan es fa pública l'associació entre les parts en el contracte, i la segona quan no es fa i la societat roman oculta.

### La codificació
Com a conseqüència del caràcter principalment consuetudinari i professional que tenia el dret mercantil en els seus inicis, la societat en comandita roman a la majoria d'estats europeus sense un cos legal que la reguli fins a començaments del segle xix, quan s'inicia la codificació mercantil sota la influència dels principis de la Revolució Francesa.
El primer codi de comerç a ser aprovat va ser el Code de commerce napoleònic, aprovat el 1807, només tres anys després d'haver-ho estat el Code civil des Français. El Codi de Comerç francès de 1807 fou el primer cos normatiu en consagrar una regulació general de l'activitat comercial i preveure el règim jurídic de les societats comercials. Per al legislador francès, la societat en comandita era un punt intermedi entre la societat col·lectiva i la societat anònima, que permetia als capitalistes arriscar únicaments els capitals invertits. Així mateix, l'article 38 del Codi permetia la creació de societats comanditàries per accions en preveure "que el capital d'una societat en comandita pogués ser dividit en accions". Ara bé, les primeres empreses d'importància a profitar-se d'aquest article no van ser creades fins al 1836. Les dificultats amb què es topaven els emprenedors per a obtenir el permís governamental per a la constitució de societats anònimes van ser el principal motiu de l'èxit de la societat comanditària per accions. L'autorització per a la constitució de societats anònimes era atorgada per l'autoritat governativa a través del Consell d'Estat. Aquesta restricció va romandre en el sistema jurídic francès fins al 1867, any en què es va reformar el Codi autoritzant-se la lliure constitució de societats anònimes.
El Codi de Comerç francès de 1807 va influir sobre els posteriors cossos normatius semblants, com l'espanyol de 1829, el portuguès de 1830, el brasiler de 1850, l'alemany de 1861 i l'italià de 1865.
Cal destacar però, que la primera regulació de la societat comanditària a Espanya va tenir lloc abans de la codificació mercantil, amb les Ordenances de Bilbao de 1737. Aquestes ordenances van ser el primer cos legal orgànic de caràcter mercantil d'Espanya. Aprovades per Felip V el 2 de desembre de 1737 per a Bilbao, aviat van començar a ser aplicades a altres zones del regne, com ara les colònies d'Amèrica, on fins i tot van continuar sent aplicades després de la seva independència.

## Estatut jurídic dels socis en dret espanyol

### Estatut jurídic dels socis col·lectius
Aquest estatut és idèntic al que tenen els socis de la societat col·lectiva. Així ho estipula el paràgraf segon de l'article 148 del Codi de Comerç.

### Estatut jurídic dels socis comanditaris

#### Drets
El règim de drets del soci comanditari presenta analogies i diferències amb el règim del soci col·lectiu.
Els drets de contingut essencialment econòmic es concedeixen a tots els socis sense distinció. Tret que l'escriptura social faci una previsió diferent, el soci comanditari participa, com el col·lectiu, en les guanys i en el patrimoni repartible a la liquidació en proporció a la seva aportació.
Quant als drets de caràcter administratiu, les diferències entre socis col·lectius i comanditaris sí que són considerables:
- El soci comanditari no té dret a participar en la gestió de la societat.
- El seu dret d'informació és limitat.

#### Obligacions
Les obligacions que assumeix el soci comanditari difereixen dels assumides pel soci col·lectiu:
- El comanditari contrau en entrar en la societat l'obligació fonamental d'aportar una determinada part del capital social.
- El comanditari està sotmès, com els socis col·lectius, a l'obligació d'indemnitzar la societat pels danys causat per malícia, abús de facultats o negligència greu.
- Les pèrdues socials també afecten el soci comanditari. Però a diferència del soci col·lectiu, el comanditari només perd el capital aportat o que s'havia compromès a aportar, però res més. Per a cobrir les pèrdues que excedeixin del patrimoni ja hi ha la responsabilitat il·limitada dels socis col·lectius.
- El comanditari no està subjecte a l'obligació de no fer la competència a la societat, ja que només és un soci capitalista.

## Denominacions de la societat comanditària en el dret comparat

### Estats europeus
- Alemanya i Liechtenstein: Kommanditgesellschaft
- Àustria: Kommanditerwerbsgesellschaft (KEG)
- Bèlgica: Commanditaire vennootschap (en neerlandès) / Société en commandite simple (en francès)
- Croàcia: Komanditno drustvo
- Eslovènia: Komanditna druzba
- Espanya: Sociedad en comandita, sociedad en comandita simple o sociedad comanditaria[2]
- Finlàndia: Kommandittiyhiö
- França, Luxemburg i Mònaco: Société en commandite simple (S.C.S.)
- Grècia: Eterórrythmos etairía
- Itàlia: Societá in accomandita semplice
- Noruega: Kommandittselskap (KS)
- Països Baixos: Commanditaire vennootschap
- Polònia: Komanditná spoločnosť
- Regne Unit i Irlanda: Limited partnership
- Suècia: Kommanditbolag
- Txèquia: Komanditní společnost

### Estats africans
- Maurici i els estats membres de l'OHADA:[3] Société en commandite simple
- Seychelles: Limited partnership

### Estats americans
- Brasil: Sociedade em comandita
- Diversos estats d'Hispanoamèrica:[4] Sociedad en comandita o sociedad en comandita simple[5]
- Estats Units d'Amèrica[6] i Canadà:[7] Limited partnership

### Estats asiàtics
- Japó: Goshi kaisha
- Singapur: Limited partnership

### Estats oceànics
- Austràlia, Illes Marshall, Nova Zelanda i Vanuatu: Limited partnership